# Lac Minnetonka
Le lac Minnetonka est un lac américain situé dans l'État du Minnesota, du système hydrologique du Mississippi.

## Géographie

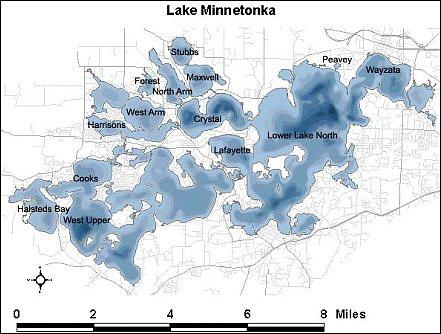
Carte topographique du lac

## Histoire

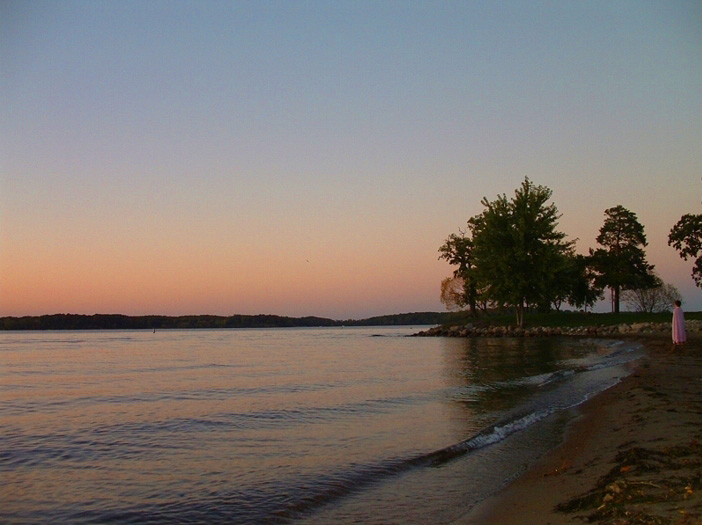
Excelsior Beach